# Kobe Corbanie
Kobe Corbanie, né le 10 mai 2005 en Belgique, est un footballeur belge qui joue au poste de défenseur au Royal Antwerp FC.

## Biographie

### En club
Né en Belgique, Kobe Corbanie commence le football au VK Heindonk, puis joue pendant un an au KV Malines avant de rejoindre le K Lierse SK. À la suite de la faillite du club, Corbanie quitte le Lierse SK pour rejoindre en 2018 le Royal Antwerp FC, où il poursuit sa formation. Il devient alors l'un des grands espoirs du club.
Le 15 janvier 2023, Corbanie joue son premier match en professionnel lors d'une rencontre de championnat face à l'Union Saint-Gilloise. Il entre en jeu à la place d'Arthur Vermeeren et son équipe s'incline par deux buts à zéro ce jour-là. Le 2 mars 2023, il entre en jeu lors de la demi-finale retour de coupe de Belgique face à l'Union Saint-Gilloise. Il est choisi par son entraîneur Mark van Bommel pour être l'un des tireurs de la séance de tirs au but durant laquelle le Royal Antwerp s'impose, et se qualifie pour la finale.
Il est sacré champion de Belgique pour sa participation à la saison 2022-2023.

### En sélections nationales
Kobe Corbanie représente l'équipe de Belgique des moins de 17 ans. Il joue un total de quatre matchs avec cette sélection en 2022.

## Statistiques

### En club
| Saison                | Club                  | Championnat           | Championnat | Championnat | Championnat | Coupe(s) nationale(s) | Coupe(s) nationale(s) | Coupe(s) nationale(s) | Compétition(s) continentale(s) | Compétition(s) continentale(s) | Compétition(s) continentale(s) | Compétition(s) continentale(s) | Autres compétitions | Autres compétitions | Autres compétitions | Autres compétitions | Total | Total | Total |
| Saison                | Club                  | Division              | M.          | B.          | P.d.        | M.                    | B.                    | P.d.                  | Comp.                          | M.                             | B.                             | P.d.                           | Comp.               | M.                  | B.                  | P.d.                | M.    | B.    | P.d.  |
| 2022-2023             | Young Reds            | Nationale 1           | 15          | 0           | 0           | -                     | -                     | -                     | -                              | -                              | -                              | -                              | -                   | -                   | -                   | -                   | 15    | 0     | 0     |
| 2023-2024             | Young Reds            | Nationale 1           | 5           | 0           | 0           | -                     | -                     | -                     | -                              | -                              | -                              | -                              | -                   | -                   | -                   | -                   | 5     | 0     | 0     |
| Sous-total            | Sous-total            | Sous-total            | 20          | 0           | 0           | -                     | -                     | -                     | -                              | -                              | -                              | -                              | -                   | -                   | -                   | -                   | 20    | 0     | 0     |
| 2022-2023             | Royal Antwerp FC      | Division 1A           | 5           | 0           | 0           | 1                     | 0                     | 0                     | C4                             | -                              | -                              | -                              | PO1                 | 1                   | 0                   | 0                   | 7     | 0     | 0     |
| 2023-2024             | Royal Antwerp FC      | Division 1A           | 9           | 1           | 1           | 4                     | 0                     | 0                     | C1                             | 2                              | 0                              | 0                              | PO1                 | 1                   | 0                   | 0                   | 16    | 1     | 1     |
| 2024-2025             | Royal Antwerp FC      | Division 1A           | 21          | 0           | 0           | 4                     | 1                     | 1                     | -                              | -                              | -                              | -                              | PO1+BE              | 6+0                 | 0+0                 | 0+0                 | 31    | 1     | 1     |
| 2025-2026             | Royal Antwerp FC      | Division 1A           | 0           | 0           | 0           | -                     | -                     | -                     | -                              | -                              | -                              | -                              | -                   | -                   | -                   | -                   | 0     | 0     | 0     |
| Sous-total            | Sous-total            | Sous-total            | 35          | 1           | 1           | 9                     | 1                     | 1                     | -                              | 2                              | 0                              | 0                              | -                   | 8                   | 0                   | 0                   | 54    | 2     | 2     |
| Total sur la carrière | Total sur la carrière | Total sur la carrière | 55          | 1           | 1           | 9                     | 1                     | 1                     | -                              | 2                              | 0                              | 0                              | -                   | 8                   | 0                   | 0                   | 74    | 2     | 2     |

## Palmarès

### En club
|  |  | Royal Antwerp FC - Championnat de Belgique (1) : - Champion : 2023. - Coupe de Belgique (1) : - Vainqueur : 2023. |